# Сфакс
Сфакс (арап. صفاقس, фр. Sfax) је други по величини град у Тунису, лучки и економски центар земље. Налази се на обали Средоземног мора, око 270 km јужно од престонице Туниса. Године 2004. имао је 265.131 становника, и 
око 500.000 у ширем подручју, по чему је Сфакс друга агломерација у земљи.
Римљани су подигли антички град Тапарура на око 3 km од данашњег града. Аглабиди су изградили муслимански град у 9. веку. Град је просперирао од трговине маслиновим уљем и сушеном рибом. Тешко су га оштетили Французи 1881. када су заузели град. Оштећен је и 1942—1943. у бици за Тунис у Другом светском рату.
Сфакс је индустријски град у коме нема много туриста. Из градске луке се извози маслиново уље и свежа и смрзнута риба.

## Становништво
| Година       |
| Становништво |
| ------------ |

## Партнерски градови
- Гренобл
- Махачкала
- Марбург
- Сафи
- Дакар
- Казабланка
- Оран